# Roberto Mozzarelli
Roberto Mozzarelli (Milano, 14 giugno 1961) è un tecnico del suono italiano.

## Filmografia

### Cinema
- Giulia in ottobre, regia di Silvio Soldini (1985)
- Quattro bravi ragazzi, regia di Claudio Camarca (1993)
- Facciamo paradiso, regia di Mario Monicelli (1995)
- Le acrobate, regia di Silvio Soldini (1997)
- Questo è il giardino, regia di Giovanni Davide Maderna (1999)
- A casa di Irma, regia di Alberto Bader (1999)
- Venti, regia di Marco Pozzi (2000)
- Come si fa un Martini, regia di Kiko Stella (2001)
- Asuddelsole, regia di Pasquale Marrazzo (2001)
- Il miracolo, regia di Edoardo Winspeare (2003)
- Fame chimica, regia di Antonio Bocola e Paolo Vari (2003)
- Onde, regia di Francesco Fei (2005)
- Musikanten, regia di Franco Battiato (2006)
- Nuvole basse d'agosto, regia di Marta Gervasutti (2006)
- Anime veloci, regia di Pasquale Marrazzo (2006)
- Il dolce e l'amaro, regia di Andrea Porporati (2007)
- Fuga dal call center, regia di Federico Rizzo (2008)
- Generazione mille euro, regia di Massimo Venier (2009)
- Blind Maze, regia di Heather Parisi (2009)
- Maledimiele, regia di Marco Pozzi (2011)
- I soliti idioti - Il film, regia di Enrico Lando (2011)
- Il giorno in più, regia di Massimo Venier (2011)
- Ci vuole un gran fisico, regia di Sophie Chiarello (2013)
- Il capitale umano, regia di Paolo Virzì (2013)
- Nessuno si salva da solo, regia di Sergio Castellitto (2015)
- Solo per il weekend, regia di Gianfranco Gaioni (2015)
- Game Therapy, regia di Ryan Travis (2015)
- Un posto sicuro, regia di Francesco Ghiaccio (2015)
- Come diventare grandi nonostante i genitori, regia di Luca Lucini (2016)
- Gli sdraiati, regia di Francesca Archibugi (2017)
- Respiri, regia di Alfredo Fiorilli (2018)
- Amici come prima, regia di Christian De Sica (2018)
- Berni e il giovane faraone, regia di Marco Chiarini (2019)
- Genitori quasi perfetti, regia di Laura Chiossone (2019)

### Televisione
- Bradipo (2001)
- Senza via d'uscita - Un amore spezzato, regia di Giorgio Serafini (2007)
- Faccia d'angelo, regia di Andrea Porporati (2012)
- Alex & Co. (2017)
- Penny on M.A.R.S. (2018)
- Il capitano Maria (2018)
- I nostri figli, regia di Andrea Porporati (2018)

## Riconoscimenti
- David di Donatello
  - 2014 - Miglior suono per Il capitale umano
- Nastro d'argento
  - 2014 - Migliore sonoro in presa diretta per Il capitale umano